# Lépinas
Lépinas település Franciaországban, Creuse megyében. Lakosainak száma 136 fő (2022. január 1.). Lépinas La Chapelle-Saint-Martial, Le Donzeil, Maisonnisses, Peyrabout, Sous-Parsat és Saint-Yrieix-les-Bois községekkel határos.

## Népesség
A település népességének változása:
| Lakosok száma | 306  | 231  | 225  | 179  | 157  | 154  | 139  | 129  | 128  | 136  |
|               | 1968 | 1982 | 1990 | 2006 | 2013 | 2015 | 2017 | 2019 | 2020 | 2022 |